# Ana Lydia Sawaya
Ana Lydia Sawaya é uma cientista da área de nutrição e escritora brasileira. Criou, juntamente com Maria Luisa Pereira Ventura e Gisela Solymos, o Centro de Recuperação e Educação Nutricional (CREN), que é reconhecido como referência nacional e internacional para o combate à má nutrição tendo recebido prêmios nacionais e internacionais por sua atuação.
Seu trabalho de pesquisa é voltada aos efeitos da desnutrição energético-proteica em crianças, adolescentes e adultos e sua associação com a obesidade e risco de doenças crônicas e ao efeito da recuperação nutricional de crianças desnutridas. Tem se dedicado nos últimos anos a estudos em populações moradoras em favelas e cortiços.

## Biografia
Graduou-se em Ciências Biológias pela Universidade de São Paulo em 1979, obtendo o grau de Mestre em Fisiologia pela UNIFESP em 1982 e em Nutrição pela Universidade de Cambridge em 1983. Obteve o título de Doutora em Nutrição em 1985 pela  Universidade de Cambridge. De 1992 a 1994 realizou pós-doutorado e foi cientista visitante no Massachusetts Institute of Technology (MIT) e na TUFTS University.
Em 1994 iniciou o projeto de extensão universitária Centro de Recuperação e Educação Nutricional (CREN), coordenando-o até 2006. É atualmente sua diretora científica, presidindo o comitê científico do mesmo.
Coordena desde 2002 o Grupo de Estudos e Pesquisas em Nutrição e Pobreza do Instituto de Estudos Avançados da USP (IEA), que organiza simpósios, seminários e workshops com a finalidade de fomentar o diálogo e o trabalho conjunto entre a universidade, o governo e a sociedade civil. Participa ainda de uma rede de pesquisa internacional junto à Agência Internacional de Energia Atômica de Energia (IAEA) e a Rutgers University dos Estados Unidos; e nacional com a Universidade Federal de Alagoas e Universidade de São Paulo.
Atualmente é professora associada livre docente do Departamento de Fisiologia, Disciplina de Fisiologia da Nutrição da Universidade Federal de São Paulo, além de coordenadora do Grupo de Pesquisa em Nutrição e Pobreza do Instituto de Estudos Avançados da USP, diretora científica do Instituto Salus e presidente do comitê científico do Centro de Recuperação e Educação Nutricional.

## Obras
- Educar para a liberdade: diálogos sobre a experiência educativa, com Marina Massimi e Rodrigo Borgheti. Companhia Ilimitada (2018)
- Fisiologia da Nutrição na saúde e na doença: da biologia molecular ao tratamento, com Dan Waitzberg e Carol Gois Leandro. Atheneu Editora (2013)
- Desnutrição, Pobreza e Sofrimento Psíquico. Editora Edusp (2011)
- Dona Benta Para Crianças  - Com a Turma do Sítio do Picapau Amarelo (coordenadora), Editora Nacional, Globo (2005)
- Coleção Vencendo a Desnutrição - 7 volumes, organizadora com Gisela Maria Bernardes Solymos. Editora Salus Paulista (2002)
- Vencendo a Desnutrição na Família e na Comunidade, com Gisela Maria Bernardes Solymos. Salus Paulista (2002)
- Desnutrição Urbana no Brasil Em Um Período de Transição, Editora Cortez (1987)
- Alimentação. Editora São Paulo: Casa Cultura e Fé (1981)